# 2018년 아시안 게임 개최지 선정
2018년 아시안 게임의 개최지 선정에는 총 두 번에 걸쳐 진행되었다. 먼저 베트남의 하노이가 차기 아시안게임 개최지로 선정되었으나, 경제난을 이유로 유치를 철회하였고, 인도네시아의 자카르타가 팔렘방과 공동 개최하는 것으로 다시 선정되었다.
첫번째 선정 당시, 차기 아시안게임 대회는 기존의 4년 주기대로 2018년 대회가 될 예정이었다. 하지만 2009년 7월 3일, 싱가포르에서 열린 총회에서 2020년 하계 올림픽이 열리기 1년 전으로 개최시기를 조정하기로 결정을 내리면서 '2019년 아시안 게임'으로 바뀌었다. 2019년 아시안 게임의 유치전에서는 총 세 곳의 도시가 최종후보로 선정되었다. 베트남의 하노이, 아랍에미리트의 두바이, 인도네시아의 수라바야였다. 2012년 11월 8일에 열린 아시아 올림픽 평의회 총회에서 두바이가 막판에 후보 도시 신청을 철회하면서 하노이와 수라바야 중에서 투표를 치르게 되었다. 투표 결과 하노이가 수라바야를 두 배 이상에 달하는 격차로 누르고 차기 아시안게임 개최지로 선정되었다.
그러나 2014년 4월 17일, 베트남 정부가 재정난을 이유로 아시안게임 개최권을 평의회 측에 반납하였다. 이에 평의회는 2014년 9월 20일에 인천광역시에서 회의를 열고, 대회 개최 희망국 가운데 인도네시아를 차기 개최국으로 선정하였다. 이 과정에서 개최시기가 2019년에서 다시 2018년으로 되돌아왔는데 이는 같은 해에 치러지는 대통령 선거에 부담을 느낀 인도네시아 측의 요청에 따른 것이었다. 이후 인도네시아 내부의 개최도시 협의를 거쳐, 2018년 아시안 게임의 개최지를 인도네시아의 자카르타와 팔렘방으로 최종 선정하게 되었다.

## 1차 선정

### 최종 투표
아시아올림픽평의회가 최종적으로 압축한 후보 도시는 하노이, 수라바야, 두바이의 총 세 도시였다. 2012년 11월 8일, 마카오 총회에서 최종 투표가 이뤄졌는데, 두바이는 후보 도시 신청을 철회하고 하노이와 수라바야만 남아 투표를 진행한 결과 하노이가 29대 14로 차기 개최지로 선정되었다.
| 2018년 아시안 게임 개최지 선정 투표 | 2018년 아시안 게임 개최지 선정 투표 | 2018년 아시안 게임 개최지 선정 투표 |
| ----------------------------------- | ----------------------------------- | ----------------------------------- |
| 도시                                | 국가                                | 득표                                |
| 하노이                              | 베트남                              | 29                                  |
| 수라바야                            | 인도네시아                          | 14                                  |

### 후보 도시
| 도시 | 국가       | NOC                      | 결과 |
| 하노이 | 베트남     | 베트남 올림픽 위원회     | 선정 |
| --- | ---------- | ------------------------ | ---- |
| 베트남은 2014년 아시안 게임 개최지가 인천으로 결정된 이후부터 2018년 아시안 게임 유치에 도전하겠다고 밝히고, 2011년 6월 7일 아시안게임 유치 신청서를 공식 제출했다. 베트남은 2003년 동남아시아 경기 대회, 2009년 실내 아시안 게임을 치러낸 경력이 있고 최근에는 2016년 해변 아시안 게임을 유치한 바 있었다. 베트남 정부가 하노이 시의 도시기반시설 정비에 100만 달러를 투입하겠다고 보장함에 따라 최우수 후보로 부상하기 시작하였다. |            |                          |      |
| |            |                          |      |
| 수라바야 | 인도네시아 | 인도네시아 올림픽 위원회 | 탈락 |
| 아시아 올림픽 평의회 측에서 먼저 아시안게임 유치를 권유하고 지지함에 따라 유치전에 나서게 되었다. 수라바야는 수도 자카르타에 이어 인도네시아에서 가장 큰 도시로 인구는 270만 명에 달한다. 인도네시아는 1962년 아시안 게임을 치러낸 경력이 있었다. 탈락 후 인도네시아 대표위원들은 하노이의 선정 배후에 중국의 영향력이 작용했다고 항의하기도 했다.                                                                                   |            |                          |      |

### 후보 도시 철회
| 도시 | 국가         | NOC                        | 결과 |
| 두바이 | 아랍에미리트 | 아랍에미리트 올림픽 위원회 | 철회 |
| --- | ------------ | -------------------------- | ---- |
| 아시아 올림픽 평의회 회장 아흐마드 알파하드 알아흐메드 알사바는 두바이가 2018년 아시안 게임 유치 후보 도시로 참여하는 방안을 고려하고 있다고 밝혔다. 두바이의 아시안게임 유치 도전은 2014년 아시안 게임 이후로 이번이 두번째였다. 그러나 총회 당일날 투표 직전에 차기 대회 유치에 집중하겠다는 이유로 유치신청을 철회하였다. 엄연히 최종후보로 추려진 도시가 투표에서 빠질 수 있는지에 대한 문제와 관련해 OCA 부의장은 "후보 도시가 최종 신청을 하였느냐만을 고려하는 것"이기 때문에 투표에서 빠진다는 개념은 있을 수 없다는 입장을 밝혔다. |              |                            |      |

### 그 밖에 후보로 거론된 도시
- 홍콩 – 2009년 동아시안 게임을 계기로 차기 아시안게임 유치 의사를 밝히고 정부 측에서 유치관련 예산까지 편성하였으나, 2011년 1월 14일 홍콩 입법회에서 정부 제출 예산안이 통과되지 못하면서 유치 계획이 백지화됐다.[14] 무산 이후 당국은 2023년 아시안 게임 유치 도전에 노력하겠다고 밝혔다.
- 인도 뉴델리 - 아시안 게임 유치에 관심을 보였지만,[15] 2010년 코먼웰스 게임과 관련된 부패 혐의 제기에 따라 2010년 8월 2일 인도 당국이 유치 계획을 철회하였다.[16]
- 말레이시아 쿠알라룸푸르 - 2010년 1월 유치 신청서를 제출하였으나[17] 예산 문제를 이유로 2010년 9월 신청을 철회했다.[18]
- 중화 타이베이 타이베이 - 2010년 8월 18일 하우룽빈 타이베이 시장이 아시안 게임 유치 신청을 선언하였지만[19] 2012년 3월에 신청을 철회하였다.[20]

### 우려와 유치 철회
| 역대 아시안 게임 개최 도시 투입 예산 | 역대 아시안 게임 개최 도시 투입 예산 | 역대 아시안 게임 개최 도시 투입 예산 |
| 연도                                 | 도시                                 | 예산규모                             |
| ------------------------------------ | ------------------------------------ | ------------------------------------ |
| 2002년                               | 대한민국 부산                        | 29억 달러                            |
| 2006년                               | 카타르 도하                          | 28억 달러                            |
| 2010년                               | 중국 광저우                          | 200억 달러                           |
| 2014년                               | 대한민국 인천                        | 16억 달러                            |
| 2018년                               | 인도네시아 자카르타-팔렘방           | 30억 달러                            |

확정된 것으로 보였던 하노이 아시안 게임에 먹구름을 끼게 한 것은 바로 예산 문제였다. 2014년 3월, 베트남 국회에서 아시안게임 개최 예산으로 책정되었던 1억 5000만 달러가 역대 대회 예산과 비교했을 때 과연 현실성 있는 예산인지에 대해 처음으로 문제가 제기되었다. 그와 더불어 2003년 동남아시아 경기 대회 당시 지어진 경기장 여러 곳이 지역 대회 외에는 그다지 활용되지 못하고 있는 점도 지적되었다. 베트남 올림픽 위원회의 하꽝두 전 회장은 아시안게임 유치가 베트남의 관광객 증대를 불러오진 않을 것이라는 견해를 밝히기도 했다.
이에 대해 2014년 4월 11일 브엉빅탕 체육훈련부 장관은 대회 준비에 활용할 수 있는 체육시설은 현재 약 80%이며. 대회예산은 1억 5000만 달러로도 충분히 치러낼 수 있다고 밝혔다. 또한 선수촌은 짓지 않는 대신에 하노이 시내의 호텔, 기숙사, 주택가 등을 활용해 선수들과 임원들에게 제공할 것이라는 대책을 내세웠다. 그러나 베트남 내부에서는 경제 부처를 중심으로 아시안게임 개최를 위한 인프라의 미비, 과도한 예산에 대한 우려 등으로 회의론이 끊이질 않았으며, 정부가 제시한 예산규모보다 2배 이상 들어갈 수 있다는 전망까지 나왔다. 설상가상으로 세계은행은 베트남의 아시안 게임 개최 인프라 구축에 대해서는 대출 지원을 하지 않겠다고 공식 확인하기도 했다.
결국 2014년 4월 17일 응우옌떤중 총리는 아시안게임 유치를 공식적으로 철회할 것을 선언하였다. 유치 철회에 대한 이유로는 시설 미비와 경제 불황을 주된 이유로 거론하고, 대회에 필요한 경기장과 시설 건설을 감당할 여력이 없다고 밝혔다. 이에 대해 베트남 내부에서는 국민 대다수가 해당 결정에 찬성한다는 여론조사 결과가 나왔다. OCA 측은 베트남 정부의 결정에 대해 이해한다면서, 유치 철회에 대한 위약금은 요구하지 않을 것이라고 밝혔다.

## 2차 선정

### 최종 선정
2014년 7월 25일 쿠웨이트시티에서 열린 OCA 총회에서 차기 아시안게임 대회 개최 후보 도시를 인도네시아 자카르타로 선정하였다. 자카르타 외에 공동 개최도시로 팔렘방도 선정되었다. 잘 갖춰진 스포츠 시설과 적절한 교통망, 호텔과 숙박시설 등이 선정 이유로 꼽혔다. 다만 개최시점은 기존의 2019년에서 2018년으로 1년 앞당겨지게 되었는데, 이는 하필 2019년에 인도네시아 대통령 선거가 예정되어 있어 온 인도네시아 국민들이 선거에만 관심을 집중할 것을 우려했던 인도네시아 측의 요청에 따른 것이었다. 또한 자카르타 시의 경기시설을 신축하고 보수하는 데 걸리는 시간이 그렇게 많이 들지는 않을 것이라는 판단도 작용하였다. 인도네시아의 아시안게임 유치는 1962년 아시안 게임이 마지막으로, 그 당시에도 자카르타 시에서 대회를 유치하였다.

### 후보 도시
유치 철회 직후, OCA는 하노이를 대신할 유치국가로 인도네시아, 중국, 아랍에미리트 등을 후보로 거론하였다. 그밖에도 여러 국가가 유치에 관심을 보였으나 최종적으로는 유치전에 나서지 않았고, 인도네시아만 유일 후보국으로 남았다. 유일후보가 결정된 이후 OCA가 추가 신청을 다시 받는 과정에서 필리핀이 유치의사를 밝히기는 하였으나, 9월에 열린 총회에서는 인도네시아의 자카르타-팔렘방 공동개최로 최종 확정되었다.

#### 유치 후보로 나선 국가
- 인도네시아 – 1차 투표에서 후보로 나선 인도네시아는 이번에도 대회 유치에 관심을 표했으며, 개최국으로 선정된다면 기꺼이 치르겠다는 의사를 밝혔다.[30][31] 이에 따라 인도네시아는 강력한 대체 유치 후보국으로 떠올랐다.[32] 인도네시아 올림픽 위원회의 리타 수보오 위원장이 5년 내로 준비할 수 있을지에 대해 의문이 들고, 새로 들어서는 정부가 유치계획을 승인하지 않을 수 있다는 입장을 내비치기도 하였으나,[33] 대선 직후 조코 위도도 대통령 당선인이 "유치 가능성은 99%"라고 밝힘으로서 인도네시아의 아시안게임 유치계획에는 순항이 예상되었다.[34]이전 투표에서 후보 도시로 나섰던 수라바야는 2021년 청소년 아시안 게임을 준비하고 있다는 이유로 잠정 후보 도시에서 제외됐다.
2014년 5월 웨이지종 부의장을 단장으로 한 OCA 대표단이 자카르타와 반둥, 팔렘방을 각각 방문하여 대체 후보 도시로서의 잠재력을 평가하였다. 대표단의 의견에 따르면 자카르타가 유일하게 아시안게임 대회의 기술적 요건을 모두 충족했으며, 팔렘방은 스포츠시설이 충분치 않은 것으로 고려됐다.[35] 또 웨이 단장에 따르면 이 시점에서 인도네시아보다 더 나은 조건을 갖춘 경쟁국이 없기 때문에, 인도네시아가 여전히 유력 후보국으로 남아 있다고 밝혔다.[36] 반둥 시 역시 대회 개최에 관심을 표했는데, 최근에 서자바 주에서 2016년 인도네시아 전국체전 개최를 위해 새 경기장을 신축하고 있다는 점과 연계된 것이었다.[37] 7월 15일에는 인도네시아 청소년스포츠부 측 인사와 알렉스 노에르딘 남수마트라 주지사 간의 회담이 진행됐다. 팔렘방 시가 대회 유치를 할 수 있는지 확인하기 위한 자리였다. 필요하다면 자카르타가 공동개최 도시로 지원할 수 있다는 발언도 나왔다.[38]
2014년 7월 25일 쿠웨이트시티에서 열린 OCA 총회에서 자카르타는 차기 아시안게임 개최지 단독후보로 지명되었다. 팔렘방은 자카르타의 보조 개최도시로 나서게 되었다. 이 과정에서 개최 시기를 당초 2019년에서 2018년으로 다시 앞당겼는데 2019년에 인도네시아 대선이 치러진다는 이유와, 자카르타의 대회준비에는 그렇게 많은 시간이 필요하지 않다는 이유에서였다. 인도네시아는 1962년 아시안 게임을 자카르타 단독으로 개최한 경력이 있다.[39]

- 필리핀 – 필리핀 올림픽 위원회는 2014년 하계 청소년 올림픽을 계기로 난징을 방문할 당시 OCA 측에 유치신청 의사를 밝혔고, 2014년 8월 20일에 아시안 게임 유치신청서를 OCA 측에 공식 제출하였다.[40] 개최도시에 대해서는 필리핀 올림픽위원회와 필리핀 체육위원회 모두 마닐라 북부 보카우에에 위치한 스포츠단지인 '시우다드 데 빅토리아'를 고려하였다. 시우다드 데 빅토리아는 수용규모 55,000석의 필리핀 아레나와 25,000석의 필리핀 스포츠 스타디움, 필리핀 스포츠 센터 (수영과 실내종목) 등의 시설을 갖춘 종합단지였다. 보카우에 외에도 마닐라 근교의 일부 경기장을 활용할 것이며, 필요하다면 2005년 동남아시아 경기 대회를 치렀던 라구나 주와 서네그로스 주의 경기장까지 유치 장소로 활용하자는 의견을 제시했다. 필리핀 체육위원회의 리치에 가르시아 회장은 대회 준비에 4~5년이면 충분한 시간이라며, 또 중앙정부와 민간부문에서 전적인 지원이 이뤄진다면 대회 유치가 가능하다고도 말했다. 필리핀이 대회를 유치한다면 1954년 아시안 게임 이래 65년 만에, 1919년 극동 선수권 대회 이래 100년만에 유치하는 것이 되는 셈이었다.[41][42][43] 하지만 결과적으로는 강력 후보였던 인도네시아에 밀려 개최지로 지명되지 못했고, 2019년 동남아시아 경기 대회를 대신 유치하게 되었다.

#### 유치를 고려만 한 국가
- 중화 타이베이 – 타이베이시 체육국은 아시안게임보다는 다른 국제대회 유치를 고려하고 있다고 밝혔고, 신베이시는 2023년 아시안 게임 유치에 나선 상황이었다.[44] 한편 가오슝시가 2019년 아시안 게임 유치를 고려하고 있다고 밝히면서도 그 가능성을 따지기 위해선 한달 정도 더 논의해야 할 것이라고 전망한 바 있으나,[45] 결론적으로는 없던 일이 되었다.
- 말레이시아 – 5년이라는 단시간 안에 대회를 유치하는 것은 개최비용이 높아질 것을 우려, OCA 측의 예산지원을 조건으로 대회 유치를 고려하고 있다고 밝혔다.[46] 하지만 청소년체육부 장관이 아시안게임 유치 가능성을 부인하고 2017년 동남아시아 경기 대회가 최우선이라고 밝힘에 따라 없던 일이 되었다.[47] 일각에서는 개최비용 감량을 위해 말레이시아가 싱가포르와 아시안게임을 공동으로 개최하는 방안을 내놓기도 했다.[48]

#### 유치 계획을 취소한 국가
- 인도 – 유치 의사를 밝히고 정부 승인을 대기하다 때를 놓치고 말았다. 우선 인도가 아시안게임 대회를 유치하게 된다면 인도 정부가 인도 올림픽 협회의 재정권을 대신 행사하고, 인도올림픽위원회는 대회조직 기능만 맡게 한다는 방침이 내려졌다. 이는 2010년 영연방 대회 부패 스캔들을 계기로 이뤄진 조치였다. 인도 내 후보 도시로는 뉴델리가 고려됐다.[49] 그러나 새정부 출범 시기에 유치신청 결정이 이뤄진 게 문제였다. 2014년 5월 12일 인도올림픽협회는 인도 정부의 지원 없이는 대회 유치신청 제출 기한인 2014년 7월 1일까지 제때 마무리할 수 없다고 경고했다. 총선 직후 출범하는 새정부가 그 같은 중대한 사안을 빨리 결정하기란 절대로 쉽지 않을 것임에도 불구하고, 협회측은 짧은 시한 내에 정부의 승인을 받기 위해 분투하겠다는 입장을 밝혔다. 인도는 이전에 아시안게임을 두 차례 유치한 바 있다. 1951년 대회와 1982년 대회를 유치하였으며 두 대회 모두 델리에서 열렸다.[50] OCA 측은 후보신청 마감기한을 2014년 7월 7일로 연장하기까지 하였으나, 나렌드라 모디 총리와의 접견이 무산되면서 결국 협회 측이 유치 신청계획을 자진 취소하였다.[51]

#### 유치에 관심이 없었던 국가
- 중국 – 비록 맨 처음에 후보국으로 거론되기는 하였지만, 그 뒤로 본격적인 유치 계획이 세워진 적이 없었다. 중국올림픽위원회 측에 내부 지시가 내려졌다든지 OCA 측이 접촉해 온다던지 하는 움직임도 이뤄진 적이 없었다. 유치 의사를 밝힌 지자체도 전무했다. 한 중국 소식통에서 OCA가 중국 측의 협력을 요청할 경우 2014년 하계 청소년 올림픽을 지른 난징 시에서 유치권을 넘겨받아야 한다는 주장이 제기된 것이 유일했다.[32] 중국이 아시안게임을 유치한 것은 2010년 아시안 게임 당시 광저우에서 유치한 것이 마지막이었다.
- 미얀마 – 아시안게임 대회조직 인력과 경력이 부족했던 탓에 그닥 관심이 없었다.[52]
- 일본 – 2020년 하계 올림픽과 2019년 럭비 월드컵 준비에 집중한다는 이유로 유치할 의사가 없었다.[53]
- 싱가포르 – 2015년 동남아시아 경기 대회를 1년 남겨둔 상황이었기 때문에 응서미앙 싱가포르 올림픽위원장이 직접 유치할 의사가 없다고 밝혔다.[54]
- 태국 – 준비시간이 5년 밖에 안 된다는 점을 들어 아시안게임 유치에 난색을 표했다.[55]